# Symphoricarpos rotundifolius
Symphoricarpos rotundifolius är en kaprifolväxtart som beskrevs av Asa Gray. Symphoricarpos rotundifolius ingår i släktet snöbärssläktet, och familjen kaprifolväxter. Utöver nominatformen finns också underarten S. r. parishii.